# Iksa (affluente della Tavda)
La Iksa (in russo Икса?, nel corso superiore Bol'šaja Iksa) è un fiume della Russia siberiana occidentale, affluente di sinistra della Tavda, nel bacino dell'Irtyš. Scorre nel Taborinskij rajon dell'oblast' di Sverdlovsk.
La Bol'šaja Iksa scorre in direzione sud-occidentale, dopo la confluenza della Malaja Iksa (lungo 65 km), proveniente dalla sinistra idrografica,  prende il nome di Iksa. Sfocia nel fiume Tavda a 338 km dalla foce, a nord dell'insediamento di Gorodok. Il fiume ha una lunghezza di 129 km, il suo bacino è di 1 710 km².